# Dois Quartos
Dois Quartos , lançado em 2006 como um disco duplo, sendo relançado em 2007, sendo cada disco (Quarto - Vol. 1 e Quartinho - Vol. 2) vendido separadamente, é o 4º álbum de estúdio da carreira da cantora, compositora, arranjadora, produtora e multi-instrumentista  brasileira Ana Carolina. Vendeu 200 mil cópias no Brasil, sendo certificado de platina. Com este disco Ana recebeu uma indicação ao Grammy Latino, após sete anos sem ter indicações neste prêmio, para "Rosas" na categoria Melhor Canção Brasileira.
Este é o trabalho mais autoral da cantora, autora da letra de 23 das 24 músicas do álbum. Ao mesmo tempo, o disco também é o mais polêmico da sua carreira, trazendo a artista pela primeira vez citando expressões de cunho sexual obscenas em algumas canções, o que inclusive faz com que o disco tenha um aviso de que é desaconselhável para menores por conter temas adultos.
Em suas músicas, o álbum abrange temas como a bissexualidade ("Homens e Mulheres"), mulheres-objeto ("Eu Comi a Madona"), questões políticas ("Nada Te Faltará" e "Notícias Populares") e redenção ("O Cristo de Madeira"). A faixa "La critique", que fala sobre a questão da loucura, não é cantada por Ana Carolina - a cantora mesclou gravações de pacientes realizadas em visitas a hospitais psiquiátricos com sons gravados em estúdio.  Outra faixa, "Sen.ti.mentos", é totalmente instrumental e não contém letra.
Pertence a esse álbum (Quartinho - Volume 02) a canção "Carvão", que esteve incluída na trilha sonora nacional da telenovela da Rede Globo, "Paraíso Tropical".

## Recepção
| Críticas profissionais | Críticas profissionais |
| Avaliações da crítica  | Avaliações da crítica  |
| Fonte                  | Avaliação              |
| ---------------------- | ---------------------- |
| allmusic               | [ 5 ]                  |
| Billboard              | (Positivo)             |
| Ziriguidum             | (Positivo)             |
| Canal Pop              | [ 8 ]                  |

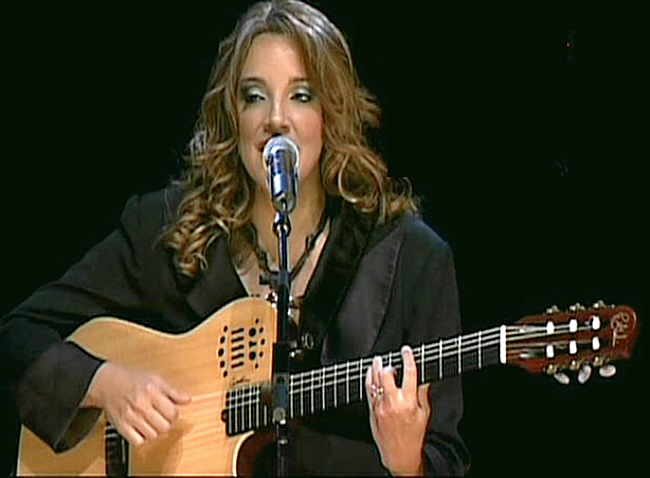
Ana Carolina, durante um show pela turnê Dois Quartos, promovendo o álbum

Jason Birchmeier, escreveu para a revista Billboard e o site allmusic, dizendo que o álbum traz, em suas 24 canções, um estilo forte e o sentimentalismo nos instrumentais das músicas. Ele ainda diz que "Dois Quartos", é um realce da expressão de Ana Carolina, e que esse álbum, a coloca como a maior estrela mundial da MPB. Ele ainda disse que "o assunto da bissexualidade, empresta um ar da curiosidade em alguns das canções... Ainda mais, por que vem com o rótulo proibido para menores".
No Brasil, João Paulo de Oliveira Bueno, escreveu que há uma amadurecimento e mais confiança na produção musical do álbum: "Ana está mais madura. Não que antes ela não era. Agora a cantora consegue levar-se para a música, apresentando seu ponto de vista e até a sua bissexualidade nas músicas 'Homens e Mulher', 'Eu Comi a Madona', 'Rosas' e 'Eu não Paro'.". Este disco, recebeu críticas negativas e positivas.

## Lista de faixas
| Quarto         |                                |                                       |                            |         |  |
| N.º            | Título                         | Compositor(es)                        | Produtor(es)               | Duração |  |
| 1.             | "Nada Te Faltará"              | Ana Carolina Antônio Villeroy         | Carolina Dunga             | 4:37    |  |
| 2.             | "Tolerância"                   | Carolina Villeroy                     | Carolina Guto Graça        | 3:47    |  |
| 3.             | "Ruas de Outono"               | Carolina Villeroy                     | Carolina Graça             | 3:58    |  |
| 4.             | "Aqui"                         | Carolina Villeroy                     | Carolina Graça             | 4:18    |  |
| 5.             | "Rosas"                        | Villeroy                              | Carolina Marcelo Sussekind | 3:35    |  |
| 6.             | "Um Edifício no Meio do Mundo" | Carolina Jorge Vercillo               | Carolina Dunga             | 3:22    |  |
| 7.             | "Vai"                          | Mona Saback                           | Carolina Graça             | 4:36    |  |
| 8.             | "O Cristo de Madeira"          | Carolina                              | Carolina Nilo Romero       | 3:07    |  |
| 9.             | "Eu Comi a Madona"             | Carolina Mano Mello Villeroy Alvin L. | Carolina Dunga             | 2:17    |  |
| 10.            | "1.100,00 (Nega Marrenta)"     | Carolina Aleh                         | Carolina Romero            | 2:57    |  |
| 11.            | "Chevette"                     | Carolina                              | Carolina Dunga             | 2:02    |  |
| 12.            | "Notícias Populares"           | Carolina                              | Carolina Romero            | 3:09    |  |
| Duração total: | Duração total:                 | Duração total:                        | Duração total:             | 41:52   |  |

| Quartinho      |                                |                                     |                      |         |  |
| N.º            | Título                         | Compositor(es)                      | Produtor(es)         | Duração |  |
| 1.             | "La Critique (Instrumental)"   | Carolina Dunga Romero Villeroy      | Carolina Romero      | 5:21    |  |
| 2.             | "Então Vá Se Perder"           | Carolina                            | Graça                | 5:42    |  |
| 3.             | "Carvão"                       | Carolina                            | Carolina Graça       | 3:26    |  |
| 4.             | "Manhã"                        | Carolina Villeroy Bebeto Alves Aleh | Carolina Afo Verde   | 5:14    |  |
| 5.             | "Homens e Mulheres"            | Carolina                            | Carolina Graça       | 4:45    |  |
| 6.             | "Corredores"                   | Carolina                            | Carolina Graça       | 4:59    |  |
| 7.             | "Sen.ti.mentos (Instrumental)" | Carolina                            | Carolina Dunga       | 4:46    |  |
| 8.             | "Cantinho"                     | Carolina Gastão Villeroy            | Carolina Dunga       | 2:16    |  |
| 9.             | "Eu Não Paro"                  | Carolina Dudu Falcão Lula Queiroga  | Carolina Graça       | 4:29    |  |
| 10.            | "Claridade"                    | Carolina Aleh                       | Carolina Dunga       | 4:44    |  |
| 11.            | "Milhares de Sambas"           | Carolina                            | Carolina Romero      | 1:59    |  |
| 12.            | "Eu Comi a Madona" (Remix)     | Carolina Mello Villeroy Alvin L.    | Carolina DJ Zé Pedro | 3:36    |  |
| Duração total: | Duração total:                 | Duração total:                      | Duração total:       | 51:19   |  |

### Singles
- Rosas
- Carvão
- Ruas de outono
- Aqui
- Vai

## Créditos
Músicos
- Ana Carolina: violão  (disco 1, todas as faixas menos 4, 11 e 12; disco 2, faixas 3, 8, 10 e 11) e guitarra  (

Produção
- Ana Carolina: produção
- Marcelo Sabóia: mixagem
- Carlos Freitas: masterização

## Participações em Trilhas Sonoras
- Carvão fez parte da trilha sonora da novela Paraíso Tropical da Rede Globo.
- Aqui fez parte da trilha sonora da novela Desejo Proibido da Rede Globo.
- Um Edifício no Meio do Mundo iria entrar na trilha sonora da novela Beleza Pura da Rede Globo, mas não entrou por motivos desconhecidos.
- Vai chegou a ser anunciada na trilha sonora da novela A Favorita da Rede Globo, mas acabou não ficando por motivos desconhecidos.

## Promoção e turnê
Para promover o álbum, Ana esteve empenhada, entre 2007 e 2008, na turnê "Dois Quartos". Essa turnê acabou originando o CD/DVD ao vivo Multishow ao Vivo - Ana Carolina: Dois Quartos.